# Vysoká u Příbramě
Vysoká u Příbramě là một làng thuộc huyện Příbram, vùng Středočeský, Cộng hòa Séc.